# Copa América 1947
De Copa América 1947 (eigenlijk Zuid-Amerikaans voetbalkampioenschap 1947, want de naam Copa América vanaf 1975 gedragen) was een toernooi gehouden in Ecuador van 30 november tot 31 december 1947.
De deelnemende landen waren Argentinië, Bolivia, Chili, Colombia, Ecuador, Paraguay, Peru en Uruguay.
Brazilië trok zich terug.

## Deelnemende landen
| Land           | Aantal deelnames | Huidig aantal deelnames op rij | Vorige deelname |
| -------------- | ---------------- | ------------------------------ | --------------- |
| Argentinië (t) | 19de             | 5                              | 1946            |
| Bolivia        | 5de              | 3                              | 1946            |
| Chili          | 15de             | 8                              | 1946            |
| Colombia       | 2de              | 1                              | 1945            |
| Ecuador (g)    | 5de              | 1                              | 1945            |
| Paraguay       | 12de             | 2                              | 1946            |
| Peru           | 8ste             | 1                              | 1942            |
| Uruguay        | 19de             | 11                             | 1946            |

- (g) = gastland
- (t) = titelverdediger

## Stadion
| Guayaquil                                 |
| ----------------------------------------- |
| Estadio George Capwell Capaciteit: 10.000 |
| · Guayaquil                               |

## Scheidsrechters
De organisatie nodigde in totaal 6 scheidsrechters uit voor 28 duels. Tussen haakjes staat het aantal gefloten duels tijdens de Copa América 1947.

## Eindstand
| Land       | Wed | Win | Gel | Ver | DV | DT | +/− | Pnt |
| ---------- | --- | --- | --- | --- | -- | -- | --- | --- |
| Argentinië | 7   | 6   | 1   | 0   | 28 | 4  | +24 | 13  |
| Paraguay   | 7   | 5   | 1   | 1   | 16 | 11 | +5  | 11  |
| Uruguay    | 7   | 5   | 0   | 2   | 21 | 8  | +13 | 10  |
| Chili      | 7   | 4   | 1   | 2   | 14 | 13 | +1  | 9   |
| Peru       | 7   | 2   | 2   | 3   | 12 | 9  | –3  | 6   |
| Ecuador    | 7   | 0   | 3   | 4   | 3  | 17 | –14 | 3   |
| Bolivia    | 7   | 0   | 2   | 5   | 6  | 21 | –15 | 2   |
| Colombia   | 7   | 0   | 2   | 5   | 2  | 19 | –17 | 2   |

## Wedstrijden
Elk land speelde één keer tegen elk ander land. De puntenverdeling was als volgt:
- Twee punten voor winst
- Eén punt voor gelijkspel
- Nul punten voor verlies

|                                     |                 |       |                    |                                                                                               |
| 30 november 1947 «onderlinge duels» | Ecuador         | 2 – 2 | Bolivia            | Estadio George Capwell, Guayaquil Toeschouwers: 30.000 Scheidsrechter: Luis Alberto Fernández |
| 30 november 1947 «onderlinge duels» | Jiménez 1', 24' |       | Gutiérrez 26', 44' | Estadio George Capwell, Guayaquil Toeschouwers: 30.000 Scheidsrechter: Luis Alberto Fernández |

|                                    |                       |       |          |                                                                                          |
| 2 december 1947 «onderlinge duels» | Uruguay               | 2 – 0 | Colombia | Estadio George Capwell, Guayaquil Toeschouwers: 20.000 Scheidsrechter: Juan José Álvarez |
| 2 december 1947 «onderlinge duels» | Falero 26' Britos 61' |       |          | Estadio George Capwell, Guayaquil Toeschouwers: 20.000 Scheidsrechter: Juan José Álvarez |

|                                    |                                                         |       |          |                                                                                               |
| 2 december 1947 «onderlinge duels» | Argentinië                                              | 6 – 0 | Paraguay | Estadio George Capwell, Guayaquil Toeschouwers: 20.000 Scheidsrechter: Víctor Francisco Rivas |
| 2 december 1947 «onderlinge duels» | Moreno 10' Loustau 22' Pontoni 40', 50', 82' Méndez 87' |       |          | Estadio George Capwell, Guayaquil Toeschouwers: 20.000 Scheidsrechter: Víctor Francisco Rivas |

|                                    |                                                                     |       |         |                                                                                              |
| 4 december 1947 «onderlinge duels» | Argentinië                                                          | 7 – 0 | Bolivia | Estadio George Capwell, Guayaquil Toeschouwers: 20.000 Scheidsrechter: Federico Muñoz Medina |
| 4 december 1947 «onderlinge duels» | Méndez 3', 44' Pontoni 22' Loustau 56' Boyé 58', 76' Di Stéfano 62' |       |         | Estadio George Capwell, Guayaquil Toeschouwers: 20.000 Scheidsrechter: Federico Muñoz Medina |

|                                    |          |       |         |                                                                                         |
| 4 december 1947 «onderlinge duels» | Colombia | 0 – 0 | Ecuador | Estadio George Capwell, Guayaquil Toeschouwers: 30.000 Scheidsrechter: Mario Rubén Hayn |
| 4 december 1947 «onderlinge duels» |          |       |         | Estadio George Capwell, Guayaquil Toeschouwers: 30.000 Scheidsrechter: Mario Rubén Hayn |

|                                    |                           |       |                        |                                                                                               |
| 6 december 1947 «onderlinge duels» | Peru                      | 2 – 2 | Paraguay               | Estadio George Capwell, Guayaquil Toeschouwers: 20.000 Scheidsrechter: Luis Alberto Fernández |
| 6 december 1947 «onderlinge duels» | Castillo 17' Mosquera 63' |       | Villalba 38' Marín 74' | Estadio George Capwell, Guayaquil Toeschouwers: 20.000 Scheidsrechter: Luis Alberto Fernández |

|                                    |                                                         |       |       |                                                                                          |
| 6 december 1947 «onderlinge duels» | Uruguay                                                 | 6 – 0 | Chili | Estadio George Capwell, Guayaquil Toeschouwers: 20.000 Scheidsrechter: Juan José Álvarez |
| 6 december 1947 «onderlinge duels» | Sarro 3' Falero 39', 42' Gambetta 68' Magliano 88', 89' |       |       | Estadio George Capwell, Guayaquil Toeschouwers: 20.000 Scheidsrechter: Juan José Álvarez |

|                                    |                         |       |           |                                                                                          |
| 9 december 1947 «onderlinge duels» | Chili                   | 2 – 1 | Peru      | Estadio George Capwell, Guayaquil Toeschouwers: 15.000 Scheidsrechter: Juan José Álvarez |
| 9 december 1947 «onderlinge duels» | Varela 25' Busquets 71' |       | López 72' | Estadio George Capwell, Guayaquil Toeschouwers: 15.000 Scheidsrechter: Juan José Álvarez |

|                                    |                             |       |         |                                                                                         |
| 9 december 1947 «onderlinge duels» | Uruguay                     | 3 – 0 | Bolivia | Estadio George Capwell, Guayaquil Toeschouwers: 15.000 Scheidsrechter: Mario Rubén Heyn |
| 9 december 1947 «onderlinge duels» | Magliano 9' Falero 50', 79' |       |         | Estadio George Capwell, Guayaquil Toeschouwers: 15.000 Scheidsrechter: Mario Rubén Heyn |

|                                     |                             |       |         |                                                                                          |
| 11 december 1947 «onderlinge duels» | Chili                       | 3 – 0 | Ecuador | Estadio George Capwell, Guayaquil Toeschouwers: 22.000 Scheidsrechter: Juan José Álvarez |
| 11 december 1947 «onderlinge duels» | Peñaloza 51' López 62', 72' |       |         | Estadio George Capwell, Guayaquil Toeschouwers: 22.000 Scheidsrechter: Juan José Álvarez |

|                                     |                                    |       |                                    |                                                                                               |
| 11 december 1947 «onderlinge duels» | Argentinië                         | 3 – 2 | Peru                               | Estadio George Capwell, Guayaquil Toeschouwers: 22.000 Scheidsrechter: Luis Alberto Fernández |
| 11 december 1947 «onderlinge duels» | Moreno 41' Di Stefano 55' Boyé 56' |       | Gómez Sánchez 25' López 65' Torres | Estadio George Capwell, Guayaquil Toeschouwers: 22.000 Scheidsrechter: Luis Alberto Fernández |

|                                     |          |       |         |                                                                                               |
| 13 december 1947 «onderlinge duels» | Colombia | 0 – 0 | Bolivia | Estadio George Capwell, Guayaquil Toeschouwers: 18.000 Scheidsrechter: Luis Alberto Fernández |
| 13 december 1947 «onderlinge duels» |          |       |         | Estadio George Capwell, Guayaquil Toeschouwers: 18.000 Scheidsrechter: Luis Alberto Fernández |

|                                     |                                       |       |                        |                                                                                          |
| 13 december 1947 «onderlinge duels» | Paraguay                              | 4 – 2 | Uruguay                | Estadio George Capwell, Guayaquil Toeschouwers: 18.000 Scheidsrechter: Juan José Álvarez |
| 13 december 1947 «onderlinge duels» | Genés 52', 79' Marín 76' Villalba 89' |       | Magliano 3' Britos 47' | Estadio George Capwell, Guayaquil Toeschouwers: 18.000 Scheidsrechter: Juan José Álvarez |

|                                     |                                                      |       |             |                                                                                               |
| 16 december 1947 «onderlinge duels» | Uruguay                                              | 6 – 1 | Ecuador     | Estadio George Capwell, Guayaquil Toeschouwers: 30.000 Scheidsrechter: Victor Francisco Rivas |
| 16 december 1947 «onderlinge duels» | Falero 19', 21' Puente 24', 88' García 28' Sarro 35' |       | Garnica 51' | Estadio George Capwell, Guayaquil Toeschouwers: 30.000 Scheidsrechter: Victor Francisco Rivas |

|                                     |                |       |           |                                                                                               |
| 16 december 1947 «onderlinge duels» | Argentinië     | 1 – 1 | Chili     | Estadio George Capwell, Guayaquil Toeschouwers: 30.000 Scheidsrechter: Luis Alberto Fernández |
| 16 december 1947 «onderlinge duels» | Di Stefano 12' |       | Riera 37' | Estadio George Capwell, Guayaquil Toeschouwers: 30.000 Scheidsrechter: Luis Alberto Fernández |

|                                     |                               |       |              |                                                                                          |
| 18 december 1947 «onderlinge duels» | Paraguay                      | 3 – 1 | Bolivia      | Estadio George Capwell, Guayaquil Toeschouwers: 12.000 Scheidsrechter: Juan José Álvarez |
| 18 december 1947 «onderlinge duels» | Marín 5' Genés 20' Ávalos 25' |       | González 71' | Estadio George Capwell, Guayaquil Toeschouwers: 12.000 Scheidsrechter: Juan José Álvarez |

|                                     |                                                            |       |          |                                                                                        |
| 18 december 1947 «onderlinge duels» | Argentinië                                                 | 6 – 0 | Colombia | Estadio George Capwell, Guayaquil Toeschouwers: 12.000 Scheidsrechter: Alfredo Álvarez |
| 18 december 1947 «onderlinge duels» | Fernández 7' Di Stefano 30', 62', 75' Boyé 38' Loustau 55' |       |          | Estadio George Capwell, Guayaquil Toeschouwers: 12.000 Scheidsrechter: Alfredo Álvarez |

|                                     |      |       |         |                                                                                         |
| 20 december 1947 «onderlinge duels» | Peru | 0 – 0 | Ecuador | Estadio George Capwell, Guayaquil Toeschouwers: 20.000 Scheidsrechter: Mario Rubén Hayn |
| 20 december 1947 «onderlinge duels» |      |       |         | Estadio George Capwell, Guayaquil Toeschouwers: 20.000 Scheidsrechter: Mario Rubén Hayn |

|                                     |                   |       |          |                                                                                              |
| 20 december 1947 «onderlinge duels» | Paraguay          | 2 – 0 | Colombia | Estadio George Capwell, Guayaquil Toeschouwers: 20.000 Scheidsrechter: Federico Muñoz Medina |
| 20 december 1947 «onderlinge duels» | Villalba 22', 68' |       |          | Estadio George Capwell, Guayaquil Toeschouwers: 20.000 Scheidsrechter: Federico Muñoz Medina |

|                                     |                                                    |       |            |                                                                                             |
| 23 december 1947 «onderlinge duels» | Peru                                               | 5 – 1 | Colombia   | Estadio George Capwell, Guayaquil Toeschouwers: 5.000 Scheidsrechter: Federico Muñoz Medina |
| 23 december 1947 «onderlinge duels» | Mosquera 3' Guzmán 53', 79' Gómez Sánchez 67', 81' |       | Arango 48' | Estadio George Capwell, Guayaquil Toeschouwers: 5.000 Scheidsrechter: Federico Muñoz Medina |

|                                     |              |       |       |                                                                                         |
| 23 december 1947 «onderlinge duels» | Paraguay     | 1 – 0 | Chili | Estadio George Capwell, Guayaquil Toeschouwers: 5.000 Scheidsrechter: Juan José Álvarez |
| 23 december 1947 «onderlinge duels» | Villalba 60' |       |       | Estadio George Capwell, Guayaquil Toeschouwers: 5.000 Scheidsrechter: Juan José Álvarez |

|                                     |                       |       |         |                                                                                        |
| 25 december 1947 «onderlinge duels» | Argentinië            | 2 – 0 | Ecuador | Estadio George Capwell, Guayaquil Toeschouwers: 25.000 Scheidsrechter: Alfredo Álvarez |
| 25 december 1947 «onderlinge duels» | Moreno 30' Méndez 72' |       |         | Estadio George Capwell, Guayaquil Toeschouwers: 25.000 Scheidsrechter: Alfredo Álvarez |

|                                     |            |       |              |                                                                                              |
| 26 december 1947 «onderlinge duels» | Uruguay    | 1 – 0 | Peru         | Estadio George Capwell, Guayaquil Toeschouwers: 6.000 Scheidsrechter: Victor Francisco Rojas |
| 26 december 1947 «onderlinge duels» | Falero 74' |       | González 67' | Estadio George Capwell, Guayaquil Toeschouwers: 6.000 Scheidsrechter: Victor Francisco Rojas |

|                                     |         |                         |      |                                                                                        |
| 27 december 1947 «onderlinge duels» | Bolivia | 0 – 2                   | Peru | Estadio George Capwell, Guayaquil Toeschouwers: 5.000 Scheidsrechter: Mario Rubén Hayn |
| 27 december 1947 «onderlinge duels» |         | Castillo 73' Guzmán 82' |      | Estadio George Capwell, Guayaquil Toeschouwers: 5.000 Scheidsrechter: Mario Rubén Hayn |

|                                     |                             |       |            |                                                                                         |
| 28 december 1947 «onderlinge duels» | Argentinië                  | 3 – 1 | Uruguay    | Estadio George Capwell, Guayaquil Toeschouwers: 25.000 Scheidsrechter: Mario Rubén Hayn |
| 28 december 1947 «onderlinge duels» | Méndez 30', 46' Loustau 85' |       | Britos 74' | Estadio George Capwell, Guayaquil Toeschouwers: 25.000 Scheidsrechter: Mario Rubén Hayn |

|                                     |                               |       |         |                                                                                              |
| 29 december 1947 «onderlinge duels» | Paraguay                      | 4 – 0 | Ecuador | Estadio George Capwell, Guayaquil Toeschouwers: 5.000 Scheidsrechter: Luis Alberto Fernández |
| 29 december 1947 «onderlinge duels» | Marín 22', 58', 69' Genés 31' |       |         | Estadio George Capwell, Guayaquil Toeschouwers: 5.000 Scheidsrechter: Luis Alberto Fernández |

|                                     |                                    |       |              |                                                                                         |
| 29 december 1947 «onderlinge duels» | Chili                              | 4 – 1 | Colombia     | Estadio George Capwell, Guayaquil Toeschouwers: 5.000 Scheidsrechter: Juan José Álvarez |
| 29 december 1947 «onderlinge duels» | Prieto 28' Sáez 75', 88' Riera 78' |       | Granados 90' | Estadio George Capwell, Guayaquil Toeschouwers: 5.000 Scheidsrechter: Juan José Álvarez |

|                                     |                                                 |       |                                |                                                                                             |
| 31 december 1947 «onderlinge duels» | Chili                                           | 4 – 3 | Bolivia                        | Estadio George Capwell, Guayaquil Toeschouwers: 5.000 Scheidsrechter: Federico Muñoz Medina |
| 31 december 1947 «onderlinge duels» | Aráoz 30' (e.d.) Sáez 44' Infante 50' López 63' |       | Tapia 77' Tardío 84' Orgaz 88' | Estadio George Capwell, Guayaquil Toeschouwers: 5.000 Scheidsrechter: Federico Muñoz Medina |

|                      |
| Vlag van Argentinië  |
| ARGENTINIË 9de titel |

## Doelpuntenmakers
8 doelpunten
- Falero

6 doelpunten
- Di Stéfano
- Méndez
- Marín

5 doelpunten
- Villalba

4 doelpunten
- Boyé
- Loustau

- Pontoni
- Genés

- Magliano

3 doelpunten
- Moreno
- López

- Sáez
- Gómez Sánchez

- Guzmán
- Britos

2 doelpunten
- B. Gutiérrez
- Riera
- Jiménez

- López
- Mosquera
- Puente

- Sarro

1 doelpunt
- Fernández
- González
- Orgaz
- Tapia
- Tardío
- Busquets

- Infante
- Peñaloza
- Prieto
- Varela
- Arango
- Granados

- Garnica
- Avalos
- F. Castillo
- J. Castillo
- Gambetta
- García

Eigen doelpunt
- Aráoz (Tegen Chili)

1916 · 
1917 · 
1919 · 
1920 · 
1921 · 
1922 · 
1923 · 
1924 · 
1925 · 
1926 · 
1927 · 
1929 · 
1935 · 
1937 · 
1939 · 
1941 · 
1942 · 
1945 · 
1946 · 
1947 · 
1949 · 
1953 · 
1955 · 
1956 · 
1957 · 
1959 · 
1959 · 
1963 · 
1967 · 
1975 · 
1979 · 
1983 · 
1987 · 
1989 · 
1991 · 
1993 · 
1995 · 
1997 · 
1999 · 
2001 · 
2004 · 
2007 · 
2011 · 
2015 · 
2016 ·
2019 ·
2021 ·
2024